# Фут-оф-Тен (Пенсільванія)
Фут-оф-Тен (англ. Foot of Ten) — переписна місцевість (CDP) в США, в окрузі Блер штату Пенсільванія. Населення — 560 осіб (2020).

## Географія
Фут-оф-Тен розташований за координатами 40°25′5″ пн. ш. 78°27′41″ зх. д. / 40.41806° пн. ш. 78.46139° зх. д. (40.418126, -78.461328).  За даними Бюро перепису населення США в 2010 році переписна місцевість мала площу 1,52 км², уся площа — суходіл.

## Демографія
Згідно з переписом 2010 року, у переписній місцевості мешкали 672 особи в 286 домогосподарствах у складі 192 родин. Густота населення становила 443 особи/км².  Було 314 помешкання (207/км²).
Расовий склад населення:
| - 98,2 % — білих - 0,4 % — чорних або афроамериканців - 0,1 % — азіатів |

До двох чи більше рас належало 1,0 %. Частка іспаномовних становила 0,4 % від усіх жителів.
За віковим діапазоном населення розподілялося таким чином: 18,9 % — особи молодші 18 років, 62,2 % — особи у віці 18—64 років, 18,9 % — особи у віці 65 років та старші. Медіана віку мешканця становила 45,3 року. На 100 осіб жіночої статі у переписній місцевості припадало 105,5 чоловіків;  на 100 жінок у віці від 18 років та старших — 101,1 чоловіків також старших 18 років.
Середній дохід на одне домашнє господарство  становив 55 833 долари США (медіана — 58 194), а середній дохід на одну сім'ю — 67 741 долар (медіана — 63 088). Медіана доходів становила 47 500 доларів для чоловіків та 25 536 доларів для жінок. За межею бідності перебувало 3,3 % осіб, у тому числі 0,0 % дітей у віці до 18 років та 0,0 % осіб у віці 65 років та старших.
Цивільне працевлаштоване населення становило 478 осіб. Основні галузі зайнятості: освіта, охорона здоров'я та соціальна допомога — 25,3 %, науковці, спеціалісти, менеджери — 21,3 %, виробництво — 19,0 %.